# Tuila'epa Sailele Malielegaoi
Tuila'epa Aiono Sailele Malielegaoi (14 d'abril de 1945) és el Primer Ministre i Ministre d'Afers exteriors de Samoa des de 1998, i va ser reelegit en 2001 i 2006, 2011 i 2016.
És economista i va ser el primer samoà a obtenir un Màster. Treballava per la Unió Europea i la companyia Coopers & Lybrand abans d'accedir al lloc de Primer Ministre. És diputat al Parlament de Samoa des de 1981 i líder del Partit de la Protecció als Drets Humans, Human Rights Protection Party.